# Comitato Olimpico Nazionale della Thailandia
Il Comitato Olimpico Nazionale della Thailandia (noto anche come คณะกรรมการโอลิมปิคแห่งประเทศไทย ในพระบรมราชูปถัมภ์  in thailandese) è un'organizzazione sportiva thailandese, nata nel 1948 a Bangkok, Thailandia.
Rappresenta questa nazione presso il Comitato Olimpico Internazionale (CIO) dal 1950 ed ha lo scopo di curare l'organizzazione ed il potenziamento dello sport in Thailandia e, in particolare, la preparazione degli atleti thailandesi, per consentire loro la partecipazione ai Giochi olimpici. L'associazione è, inoltre, membro del Consiglio Olimpico d'Asia.
Nel 2017 è stato eletto presidente del comitato il generale Prawit Wongsuwan, mentre la carica di segretario generale è stata confermata a Charouck Arirachakaran, che la ricopre dal 1985.